# Guido Van Oevelen
Guido Van Oevelen (Essen, 6 januari 1950) is in België een leidinggevend persoon in de zorgsector. Hij is licentiaat in de Medisch Sociale Wetenschappen en het Gezondheidsbeleid alsook in de Klinische Psychologie.

## Voorzitter
In 1998 stond hij mede aan de wieg van de oprichting van de vzw Emmaüs en die in 2011 werd afgerond. Deze organisatie omvat 20 zorginstellingen en telt 5.600 werknemers, die zich situeren in de provincie Antwerpen. Heden is hij er voorzitter van de raad van bestuur.
Sinds 2006 is hij voorzitter van de raad bestuur van het VVI (Verbond van Verzorgingsinstellingen) alsook van de opvolger ervan Zorgnet Vlaanderen. Deze belangenorganisatie groepeert de christelijke geïnspireerde instellingen in Vlaanderen. Het vertegenwoordigt 500 instellingen, goed voor 80.000 werknemers.